# Torneo WTA de Bogotá 2018
El Claro Copa Colsanitas 2018 fue un evento de tenis WTA International y se disputó en Bogotá (Colombia), en el complejo del Club Los Lagartos en canchas de polvo de ladrillo al aire libre, entre el 9 y el 15 de abril de 2018.

## Distribución de puntos
| Modalidad           | Campeona | Finalista | Semifinales | Cuartos de final | 2ª ronda | 1ª ronda | Clasificadas | 2ª ronda de clasificación | 1ª ronda de clasificación |
| Individual femenino | 280      | 180       | 110         | 60               | 30       | 1        | 18           | 12                        | 1                         |
| Dobles femenino     | 280      | 180       | 110         | 60               | 1        | -        | -            | -                         | -                         |

## Cabezas de serie

### Individuales femenino
| Tenista              | Ranking | Preclasificada |
| Tatjana Maria        | 61      | 1              |
| Magda Linette        | 69      | 2              |
| Johanna Larsson      | 73      | 3              |
| Verónica Cepede Royg | 81      | 4              |
| Lara Arruabarrena    | 84      | 4              |
| Alison Riske         | 89      | 6              |
| Ana Bogdan           | 90      | 7              |
| Ajla Tomljanović     | 96      | 8              |

- Ranking del 2 de abril de 2018.[2]

### Dobles femenino
| Tenista                              | Ranking | Preclasificada |
| Nao Hibino Miyu Kato                 | 100     | 1              |
| Dalila Jakupović Irina Khromacheva   | 129     | 2              |
| Lara Arruabarrena Alison Riske       | 175     | 3              |
| Kaitlyn Christian Sabrina Santamaria | 176     | 4              |

## Campeonas

### Individual femenino
Anna Schmiedlová venció a  Lara Arruabarrena por 6-2, 6-4

### Dobles femenino
Dalila Jakupović /  Irina Khromacheva vencieron a  Mariana Duque /  Nadia Podoroska por 6-3, 6-4